# سراي دة
سراي دة هي قرية في مقاطعة أسكو، إيران. عدد سكان هذه القرية هو 1,153 في سنة 2006.